# Марентіно
Марентіно (італ. Marentino, п'єм. Marentin) — муніципалітет в Італії, у регіоні П'ємонт,  метрополійне місто Турин.
Марентіно розташоване на відстані близько 520 км на північний захід від Рима, 14 км на схід від Турина.
Населення — 1386 осіб (2014).
Щорічний фестиваль відбувається 15 серпня. Покровитель — Assunzione di Maria.

## Демографія
Населення за роками:

Станом на 1 січня 2023 року в муніципалітеті офіційно проживали 32 іноземці з 13 країн, серед них 24 громадяни країн Євросоюзу та 1 громадянин України.

## Сусідні муніципалітети
- Андецено
- Ариньяно
- Монкукко-Торинезе
- Монтальдо-Торинезе
- Шьольце